# Amnèsia anterògrada
L'amnèsia anterògrada és un tipus de trastorn de la memòria que dificulta la capacitat de formar nous records després de l'aparició d'una lesió cerebral o un esdeveniment traumàtic. Les persones afectades poden recordar esdeveniments ocorreguts abans de l'incident, però tenen dificultats per emmagatzemar informació nova a llarg termini.

## Causes
L'amnèsia anterògrada pot ser causada per diversos factors, com ara:
- Traumatismes cranials greus que afecten l'hipocamp i altres regions del cervell relacionades amb la memòria.
- Accidents cerebrovasculars que danyen les àrees implicades en la consolidació de records.[2]
- Malalties neurològiques, com l'Alzheimer i altres formes de demència.
- Abús d'alcohol i drogues, especialment el consum crònic de substàncies com les benzodiazepines.
- Deficiències nutricionals, com el síndrome de Korsakoff per manca de tiamina (vitamina B1).[3]
- Determinades cirurgies cerebrals o tractaments mèdics, com la teràpia electroconvulsiva.

## Símptomes
- Incapacitat per recordar informació recent.
- Dificultats per aprendre nous conceptes o retenir experiències recents.
- Conservació dels records antics i de la memòria a curt termini (durant uns segons o minuts).
- Possible ús de la memòria implícita, per la qual poden recordar habilitats apreses sense ser-ne conscients.

## Diagnòstic i tractament
El diagnòstic es realitza mitjançant proves neuropsicològiques, avaluacions mèdiques i, en alguns casos, estudis d'imatge cerebral com la ressonància magnètica (RM) o la tomografia per emissió de positrons (PET).
No hi ha una cura definitiva, però el tractament pot incloure:
- Rehabilitació cognitiva per millorar les estratègies de memòria.
- Teràpia ocupacional per ajudar a l'adaptació del pacient a la seva condició.
- Utilització de dispositius externs, com notes, calendaris i aplicacions mòbils, per compensar la pèrdua de memòria.
- Tractament de la causa subjacent, si és possible, per reduir l'impacte de la malaltia.

## Casos notables
L'amnèsia anterògrada ha estat representada en diversos estudis i en la cultura popular, com en el cas del pacient H.M., que va perdre la capacitat de formar nous records després d'una cirurgia per tractar l'epilèpsia. També apareix en pel·lícules com Memento i 50 First Dates, on els personatges experimenten dificultats similars amb la memòria.
Un cas destacat és el de Clive Wearing, un músic britànic que va patir una encefalitis herpètica que li va causar una amnèsia anterògrada severa. Tot i no poder formar nous records, va conservar les seves habilitats musicals i la capacitat de reconèixer la seva esposa.
Un altre cas és el de Henry Molaison (conegut com a H.M.), qui després d'una cirurgia per tractar l'epilèpsia va perdre la capacitat de formar nous records, tot i mantenir intactes els records anteriors a la intervenció.